# 大高台
大高台（おおだかだい）は、愛知県名古屋市緑区の町名。現行行政地名は大高台一丁目から大高台三丁目。住居表示未実施。

## 地理
名古屋市緑区の南西部に位置し、周囲の殆どが大高町に囲まれている。

## 歴史

### 町名の由来
大高町の高台に位置することによる。

### 沿革
- 1988年（昭和63年）7月31日 - 緑区大高町の一部より、同区大高台一〜二丁目が成立[1]。
- 2007年（平成19年）11月17日 - 大高町（字石神・馬ノ背・榎峡・懸田・釜野・北銭瓶・小村・小村谷・神宮戸・平野・屏所・東姥神・平野池下・西姥神・西向山・粕森谷・南大高畑）の一部より、大高台三丁目が成立。大高町（字馬ノ背・北銭瓶・小村・小村谷）の一部を一〜二丁目へ編入[8]。
- 2018年（平成30年）11月10日 - 大高町（字赤塚・洞之腰）の一部を二丁目へ編入[9]。

## 世帯数と人口
2019年（平成31年）3月1日現在の世帯数と人口は以下の通りである。
| 丁目         | 世帯数    | 人口    |
| ------------ | --------- | ------- |
| 大高台一丁目 | 330世帯   | 806人   |
| 大高台二丁目 | 368世帯   | 915人   |
| 大高台三丁目 | 330世帯   | 1,002人 |
| 計           | 1,028世帯 | 2,723人 |

### 人口の変遷
国勢調査による人口の推移
| 1995年（平成7年）  | 1,286人 | [ 10 ] |  |
| 2000年（平成12年） | 1,324人 | [ 11 ] |  |
| 2005年（平成17年） | 1,356人 | [ 12 ] |  |
| 2010年（平成22年） | 2,257人 | [ 13 ] |  |
| 2015年（平成27年） | 2,436人 | [ 14 ] |  |
| 2020年（令和２年） | 2,650人 | [ 15 ] |  |

## 学区
市立小・中学校に通う場合、学校等は以下の通りとなる。また、公立高等学校に通う場合の学区は以下の通りとなる。
| 丁目         | 番・番地等 | 小学校               | 中学校               | 高等学校普通科 |
| ------------ | ---------- | -------------------- | -------------------- | -------------- |
| 大高台一丁目 | 全域       | 名古屋市立大高小学校 | 名古屋市立大高中学校 | 尾張学区       |
| 大高台二丁目 | 全域       | 名古屋市立大高小学校 | 名古屋市立大高中学校 | 尾張学区       |
| 大高台三丁目 | 全域       | 名古屋市立大高小学校 | 名古屋市立大高中学校 | 尾張学区       |

## 施設
- 名古屋市立大高小学校

## その他

### 日本郵便
- 郵便番号 : 459-8003[4]（集配局：緑郵便局[18]）。